# Lijst van Nederlandse olympische vlaggendragers
Dit is een lijst van Nederlandse olympische vlaggendragers. Vlaggendragers lopen tijdens de openings- en (sinds 1960) de sluitingsceremonie van de Olympische Spelen vooraan de delegatie van sportlieden en dragen daarbij de nationale vlag, in dit geval de vlag van Nederland.
De Nederlandse vlaggendrager is over het algemeen een sporter waarvan veel wordt verwacht of die succesvol geweest is op (een eerdere editie van) de Spelen.
Sinds 1928 wordt de vlag ook gedragen bij de opening van de Olympische Winterspelen.

## Opening
| Jaar | Zomerspelen                        | Sport                 |      | Jaar                           | Winterspelen                   | Sport |
| 1896 | geen deelname                      |                       | 1896 | geen Spelen                    |                                |       |
| 1900 | geen opening                       |                       | 1900 | geen Spelen                    |                                |       |
| 1904 | geen deelname                      |                       | 1904 | geen Spelen                    |                                |       |
| 1908 | Jan de Boer                        | turnen                | 1908 | geen Spelen                    |                                |       |
| 1912 | Jan Ploeger                        | official              | 1912 | geen Spelen                    |                                |       |
| 1920 | J.H. van Dijk                      | coach                 | 1920 | geen Spelen                    |                                |       |
| 1924 | J.H. van Dijk                      | coach                 | 1924 | geen deelname                  |                                |       |
| 1928 | Sam Olij                           | boksen                | 1928 | Edwin Louis Teixeira de Mattos | bobsleeën                      |       |
| 1932 | Charles Pahud de Mortanges         | paardensport          | 1932 | geen deelname                  |                                |       |
| 1936 | Rein de Waal                       | hockey                | 1936 | Sam Dunlop                     | bobsleeën                      |       |
| 1948 | Wim Landman                        | voetbal               | 1948 | Jan Langedijk                  | langebaanschaatsen             |       |
| 1952 | Simon de Wit                       | chef d'équipe         | 1952 | Wim van der Voort              | langebaanschaatsen             |       |
| 1956 | geen deelname                      |                       | 1956 | Kees Broekman                  | langebaanschaatsen             |       |
| 1960 | Jan-Willem van Erven Dorens        | hockey                | 1960 | Kees Broekman                  | langebaanschaatsen             |       |
| 1964 | Anton Geesink                      | judo                  | 1964 | Ard Schenk                     | langebaanschaatsen             |       |
| 1968 | Fred van Dorp                      | waterpolo             | 1968 | Stien Kaiser                   | langebaanschaatsen             |       |
| 1972 | Nico Spits                         | hockey                | 1972 | Atje Keulen-Deelstra           | langebaanschaatsen             |       |
| 1976 | André Bolhuis                      | hockey                | 1976 | Dianne de Leeuw                | kunstrijden                    |       |
| 1980 | ceremonie werd geboycot            |                       | 1980 | Piet Kleine                    | langebaanschaatsen             |       |
| 1984 | Ton Buunk                          | waterpolo             | 1984 | Hilbert van der Duim           | langebaanschaatsen             |       |
| 1988 | Eric Swinkels                      | schietsport           | 1988 | Jan Ykema                      | langebaanschaatsen             |       |
| 1992 | Carina Benninga                    | hockey                | 1992 | Leo Visser                     | langebaanschaatsen             |       |
| 1996 | Nico Rienks                        | roeien                | 1994 | Christine Aaftink              | langebaanschaatsen             |       |
| 2000 | Anky van Grunsven                  | paardensport          | 1998 | Carla Zijlstra                 | langebaanschaatsen             |       |
| 2004 | Mark Huizinga                      | judo                  | 2002 | Nicolien Sauerbreij            | snowboarden                    |       |
| 2008 | Jeroen Delmee                      | hockey                | 2006 | Jan Bos                        | langebaanschaatsen             |       |
| 2012 | Dorian van Rijsselberghe           | windsurfen            | 2010 | Timothy Beck                   | bobsleeën                      |       |
| 2016 | Jeroen Dubbeldam                   | Paardensport          | 2014 | Jorien ter Mors                | langebaanschaatsen/shorttrack  |       |
| 2020 | Churandy Martina Keet Oldenbeuving | atletiek skateboarden | 2018 | Jan Smeekens                   | langebaanschaatsen             |       |
| 2024 | Lois Abbingh Worthy de Jong        | handbal 3x3 basketbal | 2022 | Kjeld Nuis Lindsay van Zundert | langebaanschaatsen kunstrijden |       |

## Sluiting
| Jaar | Zomerspelen                | Sport                   |      | Jaar              | Winterspelen       | Sport |
| 1960 | Eef Kamerbeek              | atletiek                | 1960 | Kees Broekman     | langebaanschaatsen |       |
| 1964 | Ada Kok                    | zwemmen                 | 1964 | Kees Kerdel       | chef de mission    |       |
| 1968 | Fred van Dorp              | waterpolo               | 1968 | Kees Verkerk      | langebaanschaatsen |       |
| 1972 | Eef Kamerbeek              | atletiek                | 1972 | Stien Kaiser      | langebaanschaatsen |       |
| 1976 | Evert Kroon                | waterpolo               | 1976 | Piet Kleine       | langebaanschaatsen |       |
| 1980 | ceremonie werd geboycot    |                         | 1980 | Annie Borckink    | langebaanschaatsen |       |
| 1984 | Ria Stalman                | atletiek                | 1984 | Yvonne van Gennip | langebaanschaatsen |       |
| 1988 | Monique Knol               | wielrennen              | 1988 | Yvonne van Gennip | langebaanschaatsen |       |
| 1992 | Piet Raijmakers            | paardensport            | 1992 | Bart Veldkamp     | langebaanschaatsen |       |
| 1996 | Peter Blangé               | volleybal               | 1994 | Rintje Ritsma     | langebaanschaatsen |       |
| 2000 | Inge de Bruijn             | zwemmen                 | 1998 | Gianni Romme      | langebaanschaatsen |       |
| 2004 | Leontien van Moorsel       | wielrennen              | 2002 | Gerard van Velde  | langebaanschaatsen |       |
| 2008 | Maarten van der Weijden    | zwemmen                 | 2006 | Rintje Ritsma     | langebaanschaatsen |       |
| 2012 | Ranomi Kromowidjojo        | zwemmen                 | 2010 | Sven Kramer       | langebaanschaatsen |       |
| 2016 | Sanne Wevers               | turnen                  | 2014 | Bob de Jong       | langebaanschaatsen |       |
| 2020 | Sifan Hassan               | atletiek                | 2018 | Ireen Wüst        | langebaanschaatsen |       |
| 2024 | Femke Bol Harrie Lavreysen | atletiek baanwielrennen | 2022 | Irene Schouten    | langebaanschaatsen |       |